# 지아키촌 (아이치현 미나미시타라군)
지아키촌(千秋村)은 일본 아이치현 미나미시타라군에 설치되었던 촌이다. 현재의 신시로시의 일부에 해당한다.